# Giuseppe Delfino
Giuseppe Delfino (Torino, 1921. november 22. – Palazzo Canavese, 1999. augusztus 10.) olimpiai és világbajnok olasz párbajtőrvívó.